# التجريب الذاتي
يشير التجريب الذاتي (بالانجليزية Self-experimentation) إلى البحث أحادي الموضوع الذي يجري فيه المجرب التجربة على نفسه.
عادة ما يعني هذا أن شخصا واحدا هو المصمم والمشغل والموضوع والمحلل والمستخدم أو المراسل للتجربة. يشار إليها أيضا باسم العلوم الشخصية أو N-of-1 research ، التجريب الذاتي هو مثال على علم المواطن,[2] لأنه يمكن أيضا أن يقودها المرضى أو الأشخاص المهتمون بصحتهم ورفاهيتهم, كمواضيع بحثية ومجربين ذاتهم.

## علم الأحياء والطب
يندرج التجريب الذاتي العلمي البشري بشكل أساسي (وإن لم يكن بالضرورة) في مجالات الطب وعلم النفس. التجريب الذاتي له تاريخ طويل وموثق جيدا في الطب والذي يستمر حتى يومنا هذا.
على سبيل المثال، بعد محاولات فاشلة لإصابة الخنازير الصغيرة في عام 1984 ، شرب "باري مارشال" طبق بتري من هيليكوباكتر بيلوري من مريض، وسرعان ما أصيب بالتهاب المعدة والكلورهيدريا وانزعاج المعدة والغثيان والقيء ورائحة الفم الكريهة.[4] تم نشر النتائج في عام 1985 في المجلة الطبية الأسترالية ، [5] وهي من بين أكثر المقالات التي تم الاستشهاد بها في المجلة.[6] حصل على جائزة نوبل في علم وظائف الأعضاء أو الطب في عام  2005
تم تقديم التقييمات في سياق التجارب السريرية وتقييمات البرامج.[7][8]

## علم النفس
في علم النفس، أشهر التجارب الذاتية هي دراسات الذاكرة ل"هيرمان إبنغهاوس"، والتي أسست العديد من الخصائص الأساسية للذاكرة البشرية من خلال تجارب مملة تتضمن مقاطع لفظية غير منطقية

## الكيمياء
تم اكتشاف العديد من المُحليات الشائعة والمعروفة عن طريق التذوق المتعمد أو العرضي أحيانا لمنتجات التفاعل. تم اكتشاف السكرالوز من قبل "قسطنطين فالبرج"، وهو يسيء إلى تعليمات "اختبار" المركبات من أجل" تذوق " المركبات.[10] لاحظ فالبرج طعما حلوا على أصابعه وربط الطعم بعمله في مختبرات الكيمياء في جونز هوبكنز ؛ من اختبار الذوق جاء السكارين. تم اكتشاف السيكلامات عندما لاحظ الكيميائي طعما حلوا على سيجارته كان قد وضعه على مقعده. تم اكتشاف الأسبرتام أيضا عن طريق الخطأ عندما تذوق الكيميائي "شلاتر" مادة حلوة كانت عالقة في يده. أسيسولفام البوتاسيوم هو محلي آخر تم اكتشافه عندما تذوق الكيميائي ما صنعه.
اختبر "ليو ستيرنباخ"، مخترع ال"ليبريوم" وال"فاليوم"، المواد الكيميائية التي صنعها على نفسه، قائلا في مقابلة، "لقد جربت كل شيء. العديد من الأدوية. ذات مرة، في الستينيات، تم إرسالي إلى المنزل لمدة يومين. كان دواء قوي للغاية، وليس بنزيدرين. نمتُ لفترة طويلة. كانت زوجتي قلقة للغاية."[11]
اكتشف الكيميائي السويسري "ألبرت هوفمان" لأول مرة الخصائص المخدرة لعقار "إل إس دي" بعد خمس سنوات من إنشائه، عندما امتص عن طريق الخطأ كمية صغيرة من الدواء من خلال أطراف أصابعه. بعد أيام، قام بتجربتها عن قصد.[12]